# المدرسة الفتحية
المدرسة الفتحية هي مجمع مدرسة في دمشق، سوريا. بُني في عام 1743 على يد مسؤول عثماني يدعى فتحي الدفتردار.

## طالع أيضًا
- المكتبة العادلية
- المكتبة الظاهرية